# 大陸尋奇
《大陸尋奇》是中國電視公司最長壽的社教節目，1990年8月11日開播，記錄中國大陸各地自然風景、歷史古蹟、民眾生活等，至今仍在播映中，是中視除新聞節目外最長壽的節目，至今總集數已達到2,000集。
《大陸尋奇》創辦人為周敏，曾任製作人者為周志敏、劉建良（已轉任該節目顧問）、蘇志宗，現任製作人為莊明龍。最長壽之攝影棚內主持人為熊旅揚。2023年起，因節目改變型態，取消棚內主持，僅有外景主持人；目前長駐外景主持有喻舒、李芸等人。首播頻道為中視主頻，另外中視經典台、中視菁采台、中天綜合台、中天娛樂台、八大第一台皆有重播。2013年6月9日，中視HD台（現為中視菁采台）開始同步首播。

## 概要
《大陸尋奇》開播之前，老三台即出現購買介紹中國大陸風光影片的情形，並將此類影片剪接入新聞節目中；到了中華電視台節目《錦繡河山》，則是以購自日本放送協會（NHK）的紀錄片重新製作後播出，是台灣電視史上第一個較有系統地介紹中國大陸風光的節目。
隨著1989年行政院新聞局解除禁止赴中國大陸製作電視節目，台灣許多綜藝或戲劇節目的製作單位開始到中國大陸取景，後來便有了當時臺灣電視公司家喻戶曉且純粹介紹中國大陸各地風光的節目《八千路雲和月》；經過一年半的籌劃而在1990年8月11日開播的《大陸尋奇》則是更進一步地走深度人文、風土民情路線，並以奇人異事為節目重心，例如特異功能者、各地特殊生活習慣等。
在一年半的籌劃時間裡，周志敏看了許多介紹中國大陸風俗的書，並請熟諳中國大陸情況及對中國大陸各地特殊生活習慣有著相當了解的人士提供資訊，以期更能掌握實地拍攝時的情況，也能使突發狀況發生的機率減至最低。長樂文化公司製作期間，實地拍攝時，必須仰賴當地電視台協助，也必須與當地德高望重的人士溝通；長樂文化公司雖然能獲得來自這些當地居民的指點，但偶爾會遭遇來自當地人民政府的政策干擾而被迫修改原訂路線。2000年代以後，台灣電視節目製作環境改變，此節目更動為由中國華藝音像實業公司協助拍攝。
1999年12月，中視、長樂文化公司與百是傳播共同成立大中國際多媒體，為中視子公司（中視持股67%），接手製作《大陸尋奇》。2008年，大中國際多媒體解散，中視節目部接手製作《大陸尋奇》。

## 節目片頭

《大陸尋奇》片頭曾用潘維鑑題字的篆體「大陸尋奇」四字

- 1990年2000年代，《大陸尋奇》片頭曾用右起橫排行書「大陸尋奇」四字，題字者不詳。
- 2000年代時，《大陸尋奇》片頭曾用潘維鑑題字的右起橫排篆體「大陸尋奇」四字。
- 1990年至2010年，《大陸尋奇》以黃瑩作詞、汪石泉作曲、張琪主唱的《江山萬里心》為片頭曲。在2000年代中期時，片頭曲只在開場時播出一小部分，隨即進入節目。
- 2010年，《大陸尋奇》廢除片頭曲與潘維鑑題字，除更改片頭畫面外，也改以罐頭音樂為片頭音樂。
- 2016年12月18日，《大陸尋奇》再度恢復《江山萬里心》作為片頭曲，片頭畫面維持2010年版本。開場播出《江山萬里心》前奏一部分後即進入開場。
- 2019年3月3日，更改片頭畫面與鏡面，片頭畫面以中國大陸各地風景、大型節慶拼貼而成，鏡面背景為藍紫色調，並搭配白色明體標題。
- 2020年11月15日，再次更改片頭畫面、鏡面，片頭更改為穿過中國古今標誌性建築的動畫，鏡面為金色調搭配咖啡色圓體的標題字型。
- 2023年11月26日，節目滿2000集，更改片頭畫面與鏡面，片頭以實景與2D動畫結合，呈現城市現代生活、古建築與傳統文化融合以及自然山海美景的景象，此外開場流程也更改為先播放一小段前導再播出片頭動畫、片頭曲亦重新編曲。鏡面為透光橘色背景搭配粉紅字（地名）與帶天空藍底立體白字（內容）的標題。

## 節目主持
長樂文化公司原本向中視提案，邀請女藝人張琪擔任《大陸尋奇》主持人。依據當時行政院新聞局廣播電視事業處對社教文化節目主持人資格的規定，主持人必須具備大專以上學歷、或曾任節目助理主持人三年以上；中視管理組發現張琪只有高級中學肄業，隨即駁回長樂文化公司提案。1990年8月7日，張琪同意讓出《大陸尋奇》主持人位子，僅負責外景內容介紹。長樂文化公司改邀已經從中視新聞部退休的熊旅揚擔任《大陸尋奇》主持人，張琪擔任外景主持人，另邀男藝人張國棟以北京腔說書方式擔任旁白。但是許多看過《大陸尋奇》試片的人說，張國棟的旁白頗有幾分《八千里路雲和月》的凌峰口吻；所以張國棟修正了表達方式，同樣以說書為旁白型態。張國棟離職後，熊旅揚兼任旁白，但部分集數由外景主持人兼任旁白。
《大陸尋奇》首任外景主持人為張琪，張琪離職後改為劉建良兼任外景主持人。
2012年1月，女藝人李懿擔任《大陸尋奇》外景主持人；同年，中視新聞部多位記者或主播先後擔任《大陸尋奇》外景主持人。曾经的外景主持人包括刘傳倫，林慧蓉、張硯卿、周亭羽、葉芷娟、陳詩雅、吳品儀、蕭羽潔、陳垚安、俞西洁等（時間順序待查）。2014年，女藝人徐愛心、王喬尹擔任《大陸尋奇》外景主持人。2016年由姚蜜擔任《大陸尋奇》外景主持人，2017年由江泳錡擔任外景主持人，2018年至2019年間由余佳怡、張晏塵擔任外景主持人。2020年由羅敏純擔任外景主持人，2021年由喻舒、陳薇擔任外景主持人，2023年由楊凱帆、卓晨岚（貝西）擔任外景主持人，2024年由李芸、言子轩（舊藝名橫綱凱咪）担任外景主持人。
李芸為《大陸尋奇》歷屆以來最年輕女主持人，年僅23，成為節目近年來受矚目的新面孔。

## 播出時間
《大陸尋奇》播出時段最初是在每週六16:00～17:00（1990年8月11日至1990年11月3日），之後經數次更動，1997年11月16日改為每週日18:00～19:00播出至今。

## 榮獲獎項
| 年份   | 獲提名 | 獎項                             | 結果 |
| ------ | ------ | -------------------------------- | ---- |
| 1995年 |        | 第30屆金鐘獎教育文化節目獎       | 獲獎 |
| 1995年 |        | 第30屆金鐘獎教育文化節目主持人獎 | 獲獎 |
| 1997年 |        | 第32屆金鐘獎攝影獎               | 獲獎 |

## 相關書籍
《大陸尋奇》影音製品發行商包括中視文化公司、大中國際多媒體、金卡多媒體、沙鷗國際多媒體、豪客唱片、新動國際多媒體、一九九影音科技等。除了自有版權的中視文化公司與大中國際多媒體之外，主要差別在於授權者不同：中視文化公司或長樂文化公司授權。在大中國際多媒體成立之前，長樂文化公司是《大陸尋奇》製作單位，金卡多媒體與沙鷗國際多媒體發行的版本都是長樂文化公司授權。豪客唱片、新動國際多媒體與一九九影音科技發行的版本都是中視文化公司授權。
《大陸尋奇》另有授權智庫股份有限公司出版下列叢書：
- 《大陸尋奇》叢書：

| 年份           | 書名                        | 作者   | 出版社 | ISBN               |
| 2000年初版     | 《大陸尋奇 江山萬里心》       | 周敏著 | 智庫   | ISBN 957-0484-21-7 |
| 2000年11月初版 | 《大陸尋奇 無處不是故園情》 | 周敏著 | 智庫   | ISBN 957-0484-25-X |
| 2001年初版     | 《大陸尋奇 憶山河歲月》     | 周敏著 | 智庫   | ISBN 957-0484-67-5 |
| 2001年初版     | 《大陸尋奇 話千古傳奇》     | 周敏著 | 智庫   | ISBN 957-0484-66-7 |

- 《大陸尋奇見聞集》叢書：

| 年份       | 書名                  | 作者       | 出版社 | ISBN               |
| 2000年初版 | 《順口溜一溜》        | 袁進等著   | 智庫   | ISBN 957-0484-20-9 |
| 2001年初版 | 《順口溜一溜 第二輯》 | 古彝香等著 | 智庫   | ISBN 957-0484-65-9 |

## 大事紀
- 1993年1月27日，中視頒獎給14個中視節目的製作單位，10個綜藝、戲劇及社教節目獲得績優獎，4個節目獲得特別獎，各獲頒一台兩重的一面黃金獎牌；獲得績優獎的10個節目是《青青河邊草》、《一代皇后大玉兒》、《三八親姆憨親家》、《大唐風雲錄》、《歡樂一百點》、《中視劇場》、《黃金劇場》、《女人女人》、《大陸尋奇》、《歡樂傳真》。[9][10]

- 1993年2月20日，為了加強報導立法院閣揆審查會，《台視晚間新聞》、《中視新聞全球報導》與《華視晚間新聞》都延長播出時間為19:00～20:00，中視《大陸尋奇》開播時間提前為18:30，台視影集《我們這一班》停播一次，華視19:30以後的節目開播時間順延半小時。[11]

- 1996年8月17日，中視總經理江奉琪頒發獎座給《大陸尋奇》製作人周志敏，表揚《大陸尋奇》實地拍攝黃河源流探索的壯舉。[12]

- 2002年，《大陸尋奇》獲邀參加「2002年影視人類學國際學術研討會」。

- 2002年11月19日，《大陸尋奇》12週年、播滿1000集，中視董事長鄭淑敏贈送黃河源頭巨型照片給統一企業集團總裁高清愿。[13]

## 製作團隊
- 監製：江珮嵐
- 製作人：莊明龍
- 顧問：劉建良
- 撰稿：蘇志宗
- 攝影：中國電視公司工程部攝影師
- 剪輯：傅碧雲
- 音效：黃宗一
- 後期製作：中視後製中心
- 片頭設計：中視視創中心
- 字幕：朱多芬、劉瑞蘭
- 監製兼著作公司：中國電視公司

## 外部連結
- 中視《大陸尋奇》官方網頁 （页面存档备份，存于）
- 大陸尋奇的Facebook專頁
- YouTube上的中視【大陸尋奇】精采預告播放列表
- YouTube上的大陸尋奇頻道